# Tonneau (Uhrenform)

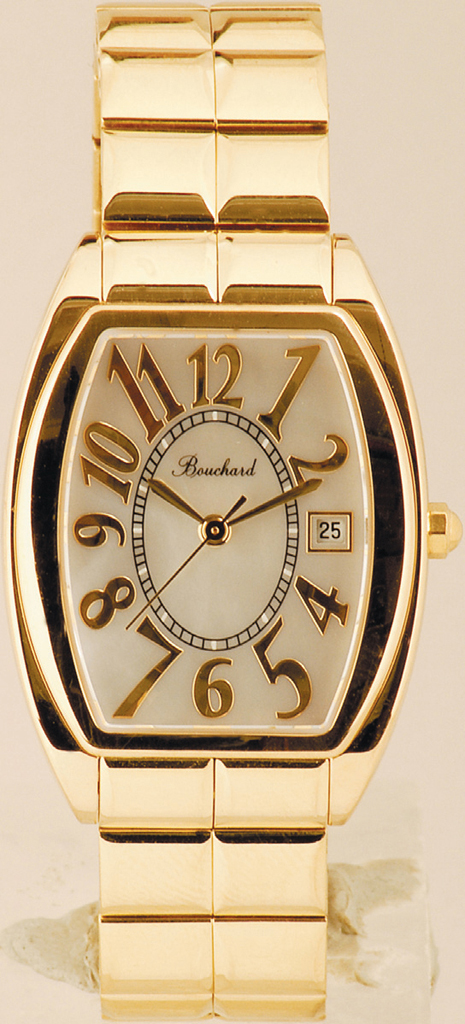
Beispiel für die Tonneau-Form

Tonneau (franz. für ‚Fass‘) ist eine an eine aufrecht stehende Tonne erinnernde Form eines Uhrengehäuses. Die beiden Seiten des Gehäuses können dabei gekurvt oder gerade (also hochkant rechteckig) sein.
Das Tonneau-Gehäuse ist wie auch das Oval eine der selteneren Uhrengehäuseformen im Vergleich zu den üblichen meist runden oder rechteckigen Formen. Die Variante des Tonneau mit kurvenförmig gekrümmten Seiten wird als Cintrée Curvex (franz. für ‚bogenförmig gekrümmt‘) bezeichnet. 